# Renault Monastella
Monastella (Тип RY1) — легковий автомобіль, який виготовляла компанія Renault  у 1928—1933 рр. Являв собою Renault Monasix (та його модифікації) у покращеному «люксовому» виконанні.

## Історія
Monastella — покращена версія моделі Monasix, що була вперше представлена на Паризькому автосалоні у 1927 р. Monastella 8CV зразка 1929 р. виставлялась на Автосалоні у жовтні 1928 р. Вона комплектувалась відносно малим 6-циліндровим двигуном з робочим об'ємом 1476 см3. Окрім покращеного оздоблення, від Monasix модель відрізнялась табличкою з надписом «carrosserie STELLA»: у часи, коли назви автомобілів рідко виходили за опис двигуна чи їх типу, таке позначення не допомогало розрізняти дві моделі. 
Спочатку радіатор розташовувався позаду двигуна, характерно для автомобілів «Рено» 1920-их. Однак, починаючи з масивної нової моделі Reinastella у 1928 р. Renault перемістили радіатор у більш традиційне місце – попереду двигуна. І до наступного автосалону, у жовтні 1929 р., усі «Рено», разом з Monastella втратили старе «вітроломне» оперення без решітки на перевагу звичному із радіаторною решіткою, що відображало розташування останнього у більш «нормальному» місці, попереду блоку циліндрів. (Це також вказувало на відсутність характерних прорізей перед дверима на боковинах капоту, призначених для надходження повітня до незвично розташованого радіатора) 
У 1931 р. з'явився новий двигун з максимальною потужністю 33 к.с., змінилась решітка. 
У 1933 р. виробництво завершилось й автомобіль змінила Renault Primastella. 

## Типи
- RY1: виготовлявся у 1929 р. (радіатор позаду двигуна).
- RY2: виготовлявся у 1929—1931 рр.
- RY3: виготовлявся у 1931—1932 рр.
- RY4: виготовлявся у 1932—1933 рр.

## Деякі характеристики
- Максимальна швидкість: 90 км/год
- Максимальна потужність: спочатку — 26 к.с. (8 CV), пізніші версії — 33 к.с. (8 CV)
- Гальма: барабанного типу (на усіх колесах) з механічним тросовим приводом
- Номінальна напруга бортової електромережі: 6 В

## Зовнішні посилання
- вебсайт з додатковою інформацією про Monastella